# Alvark Tokyo

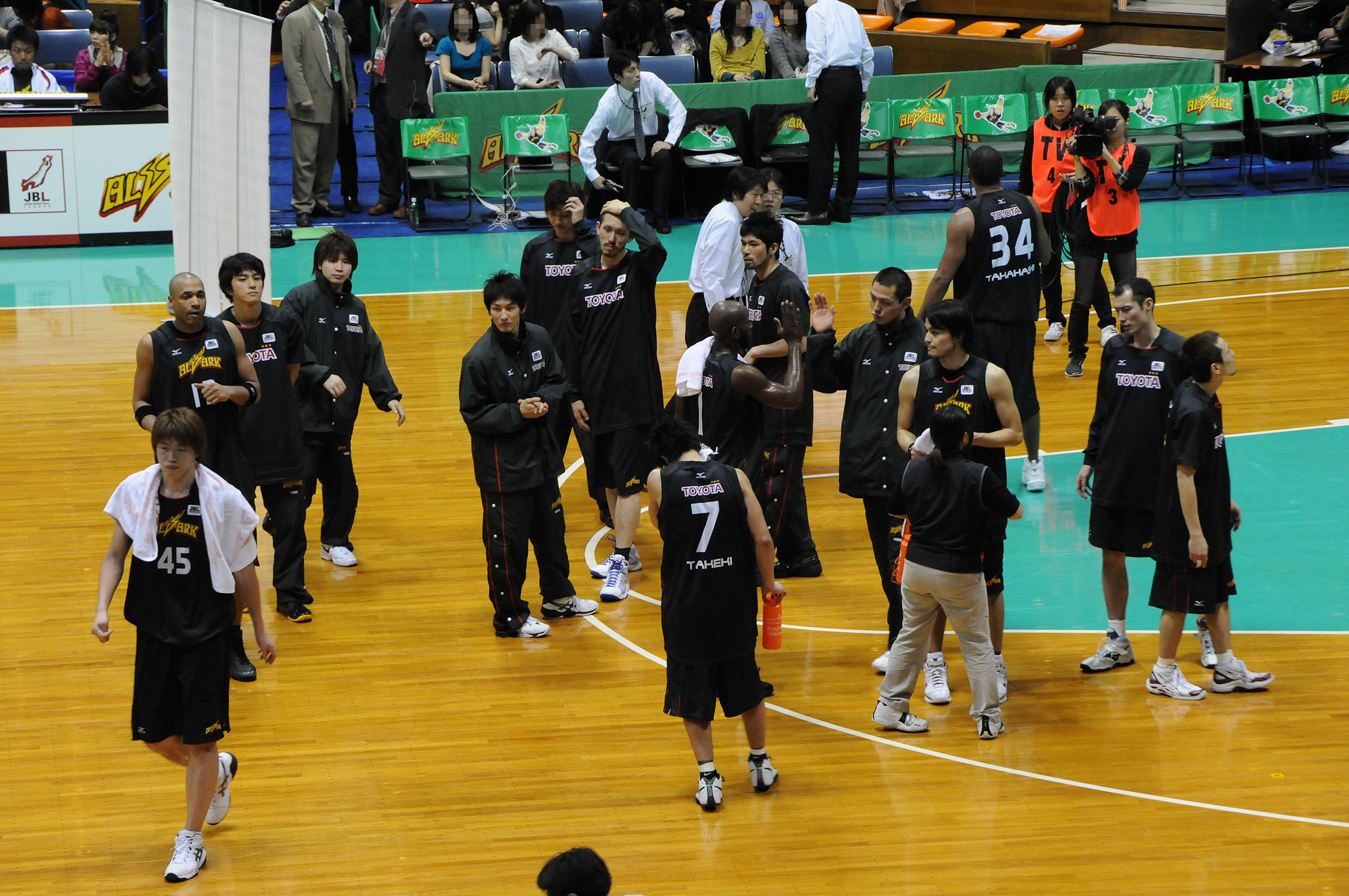
Alvark Tokyo

O Alvark Tokyo é um clube profissional de basquetebol japonês sediado em Tóquio, Japão. A equipe disputa a B.League.

## História
Foi fundado em 1948.